# Tratado de Amesterdão
O Tratado de Amesterdão (português europeu) ou Tratado de Amsterdã (português brasileiro) é um acordo que foi assinado na capital neerlandesa de Amesterdão, em 2 de outubro de 1997. Entrou em vigor em 1 de maio de 1999, depois de ter sido ratificado por todos os Estados-membros da União Europeia, tornando-se a nova legal regulamentação do marco legal da União Europeia, depois de revisar o Tratado de Maastricht.
O seu objetivo fundamental era criar um espaço de liberdade, segurança e justiça comuns. Enfatizou vários aspectos fundamentais: emprego, livre-circulação de cidadãos, justiça, política externa e de segurança comum e reforma institucional para enfrentar a entrada de novos membros. Essas questões estavam pendentes em Maastricht.
O Tratado de Amesterdão constitui a terceira grande reforma dos tratados constitutivos da Comunidade Europeia. O documento lançou as bases para uma cooperação reforçada entre determinados Estados-membros no âmbito das instituições da União.

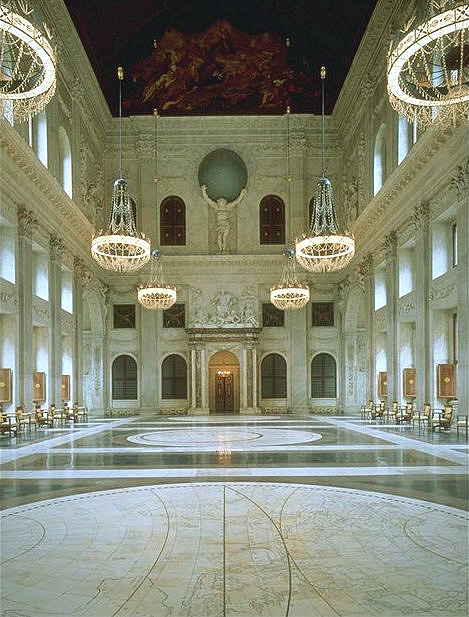
Sala do Cidadão do Palácio Real de Amesterdão, onde o tratado foi assinado.

## História

### Antecedentes
O Tratado da União Europeia (TUE) de 1993 destacou o objetivo prioritário da análise jurídica centrada numa moeda única, o Euro, relegando a importância para que uma Europa comunitária de fortaleça as suas instituições e crie um espaço social adequado aos seus cidadãos, entre outros. Nesse contexto, o Tratado de Amesterdão foi o resultado das negociações iniciadas em Messina, em Itália, em 2 de junho de 1995, quase quarenta anos após a assinatura do Tratado de Roma de 1957, e concluídas em Amesterdão em 18 de junho de 1997.

### Preparação da Conferência Intergovernamental 1996-1997
No segundo semestre de 1995, os Estados-Membros criaram um Grupo de Reflexão da União Europeia.
No domínio da Política de Segurança (PESC) foram realizados progressos por Amesterdão que coincidiram com o agravamento das guerras na ex-Jugoslávia e resultaram no parecer do Grupo de Reflexão. A conferência tornou possível conciliar os proponentes do intergovernamentalismo e do supranacionalismo. Por outro lado, alguns Estados-Membros constitucionalmente neutros apoiaram a posição britânica (embora as razões para a União fossem diferentes), recusando-se a fundir a União da Europa Ocidental na União, tal como solicitado pela Bélgica, Alemanha, Espanha, França, Itália e Luxemburgo.

### Assinatura
A assinatura do Tratado teve lugar na cidade de Amesterdão, nos Países Baixos. Os signatários do Tratado de Amesterdão são:
| · Klaus Kinkel · Alemanha | · Wolfgang Schüssel · Áustria | · Erik Derycke · Bélgica    | · Niels Helveg Petersen · Dinamarca | · Abel Matutes · Espanha | · Tarja Halonen · Finlândia    | · Hubert Védrine · França    | · Theódoros Pángalos · Grécia |
| · Ray Burke · Irlanda     | · Lamberto Dini · Itália      | · Jacques Poos · Luxemburgo | · Hans van Mierlo · Países Baixos   | · Jaime Gama · Portugal  | · Doug Henderson · Reino Unido | · Lena Hjelm-Wallén · Suécia |                               |

### Ratificação
Em março de 1996, uma conferência intergovernamental foi aberta em Turim, na Itália, com o objetivo de revisar o Tratado da União Europeia. A medida levou à assinatura formal do Tratado de Amesterdão em 2 de outubro de 1997, após o qual os Estados-membros iniciaram um processo de ratificação. O Parlamento Europeu aprovou o tratado a 19 de novembro de 1997 e, após dois referendos e 13 decisões parlamentares, os Estados-membros finalmente concluíram o procedimento.

## Aspectos formais
O Tratado de Amesterdão contém 314 artigos. Substitui os números pelas letras que designam os artigos do Tratado de Maastricht. Por exemplo, o artigo 130 N (criação de empresas) passa a ser o artigo 171.
As principais inovações são as seguintes:
- O processo de tomada de decisão é descrito nos artigos 251 a 256.
- O texto do Tratado de Amesterdão inclui um protocolo relativo à aplicação dos princípios da subsidiariedade e da proporcionalidade, que incorpora o anexo do Tratado de Funcionamiento da União Europea que institui a Comunidade Europeia, e especifica o artigo 3 B do Tratado de Maastricht.
- O aumento dos poderes do Parlamento Europeu é reorientado na sequência do próximo alargamento aos PECO, insistiu na transferência de competências, na integração e não na cooperação, e considerou uma Europa a várias velocidades.
- O papel de iniciativa da Comissão é frequentemente repetido.
- A introdução de uma abstenção construtiva: um Estado-Membro pode abster-se fundamentando a sua acção, o acto em questão será adoptado, mas não no Estado que se absteve.[12]

## Conteúdo
Através do Tratado de Amesterdão, foi estabelecida a livre-circulação de pessoas no território da União Europeia, provenientes dos seus Estados-Membros (Acordo de Schengen). Em 1998, foi fundada a Europol, a polícia europeia, que iniciou as suas operações em 1999, mas cuja aprovação foi feita no Tratado de Maastricht também conhecido como Tratado da União Europeia. Em 1997, também foi criada a figura do “Senhor PESC”, Ministro das Relações Exteriores da União. No mesmo ano, o controle do Parlamento Europeu sobre a Comissão Europeia foi aumentado.

## Cronologia da União Europeia
| Assinado Em vigor Tratado          | 1948 Tratado de Bruxelas                                        | 1951 1952 Tratado de Paris      | 1954 1955 Modificações no Tratado de Bruxelas | 1957 1958 Tratado de Roma                     | 1965 1967 Tratado de Fusão                    | 1975 N/A Conclusão do Conselho Europeu        | 1985 Tratado de Schengen                     | 1986 1987 Ato Único Europeu                  | 1992 1993 Tratado de Maastricht              | 1992 1993 Tratado de Maastricht | 1997 1999 Tratado de Amesterdão | 2001 2003 Tratado de Nice | 2007 2009 Tratado de Lisboa | 2007 2009 Tratado de Lisboa |  |
|                                    |                                                                 |                                 |                                               |                                               |                                               |                                               |                                              |                                              |                                              |                                 |                                 |                           |                             |                             |  |
| Os Três Pilares da União Europeia: |                                                                 |                                 |                                               |                                               |                                               |                                               |                                              |                                              |                                              |                                 |                                 |                           |                             |                             |  |
| Comunidades Europeias              |                                                                 |                                 |                                               |                                               |                                               |                                               |                                              |                                              |                                              |                                 |                                 |                           |                             |                             |  |
|                                    | Comunidade Europeia da Energia Atómica (EURATOM)                |                                 |                                               |                                               |                                               |                                               |                                              |                                              |                                              |                                 |                                 |                           |                             |                             |  |
|                                    |                                                                 |                                 | Comunidade Europeia do Carvão e do Aço (CECA) | Comunidade Europeia do Carvão e do Aço (CECA) | Comunidade Europeia do Carvão e do Aço (CECA) | Comunidade Europeia do Carvão e do Aço (CECA) | Tratado expirou em 2002                      | Tratado expirou em 2002                      | Tratado expirou em 2002                      |                                 | União Europeia (UE)             | União Europeia (UE)       |                             |                             |  |
|                                    |                                                                 |                                 | Comunidade Económica Europeia (CEE)           |                                               |                                               |                                               |                                              |                                              |                                              |                                 | União Europeia (UE)             | União Europeia (UE)       |                             |                             |  |
|                                    |                                                                 |                                 |                                               | Acordo de Schengen                            |                                               |                                               | Comunidade Europeia (CE)                     | Comunidade Europeia (CE)                     |                                              |                                 | União Europeia (UE)             | União Europeia (UE)       |                             |                             |  |
|                                    |                                                                 | TREVI                           | TREVI                                         | TREVI                                         | Justiça e Assuntos Internos (JHA)             |                                               | Comunidade Europeia (CE)                     | Comunidade Europeia (CE)                     |                                              |                                 | União Europeia (UE)             | União Europeia (UE)       |                             |                             |  |
|                                    | Cooperação entre Polícia e Justiça em Matérias Criminais (PJCC) | TREVI                           | TREVI                                         | TREVI                                         | Justiça e Assuntos Internos (JHA)             |                                               |                                              |                                              |                                              |                                 | União Europeia (UE)             | União Europeia (UE)       |                             |                             |  |
|                                    |                                                                 |                                 |                                               |                                               | Cooperação Política Europeia (CPE)            | Política Externa e de Segurança Comum (CFSP)  | Política Externa e de Segurança Comum (CFSP) | Política Externa e de Segurança Comum (CFSP) | Política Externa e de Segurança Comum (CFSP) |                                 | União Europeia (UE)             | União Europeia (UE)       |                             |                             |  |
| Organismos não consolidados        | Organismos não consolidados                                     | União da Europa Ocidental (UEO) | União da Europa Ocidental (UEO)               | União da Europa Ocidental (UEO)               | União da Europa Ocidental (UEO)               | União da Europa Ocidental (UEO)               | União da Europa Ocidental (UEO)              |                                              |                                              |                                 |                                 | União Europeia (UE)       |                             |                             |  |
| Organismos não consolidados        | Organismos não consolidados                                     | União da Europa Ocidental (UEO) | União da Europa Ocidental (UEO)               | União da Europa Ocidental (UEO)               | União da Europa Ocidental (UEO)               | União da Europa Ocidental (UEO)               | União da Europa Ocidental (UEO)              | Tratado encerrado em 2011                    |                                              |                                 |                                 |                           |                             |                             |  |
|                                    |                                                                 |                                 |                                               |                                               |                                               |                                               |                                              |                                              |                                              |                                 |                                 | v d e                     |                             |                             |  |